# 羽根田卓也
羽根田 卓也（はねだ たくや、1987年7月17日 - ）は、日本のカヌー選手。愛知県豊田市出身。ミキハウス所属。日本人、アジア人共に史上初のカヌー競技でのオリンピックメダリスト。

## 経歴
スポーツ一家に生まれ、7歳のときに器械体操を始め、9歳のときに元カヌー選手だった父の影響でカヌーを始める。豊田市立朝日丘中学校から杜若高等学校に進学し、高校3年で日本選手権を制した。
地元の中京大学や早稲田大学からスポーツ推薦の話もあったが、後にコーチとなるスロバキアの元カヌー選手ミラン・クバンの勧めで、高校卒業後、カヌーの強豪国スロバキアに単身渡り、2009年にコメンスキー大学体育スポーツ学部に進学。その後、同大学の大学院に在籍 し、修了。
18歳でワールドカップでスラローム男子カナディアンで日本人初となる決勝進出。オリンピック初出場となった2008年の北京オリンピックでは予選14位。2012年のロンドンオリンピックでは7位入賞。2014年の世界選手権では5位、同年のアジア大会では金メダル、2015年の五輪テスト大会では銀メダル、2016年6月のワールドカップでは日本人初の3位の成績を修めた。

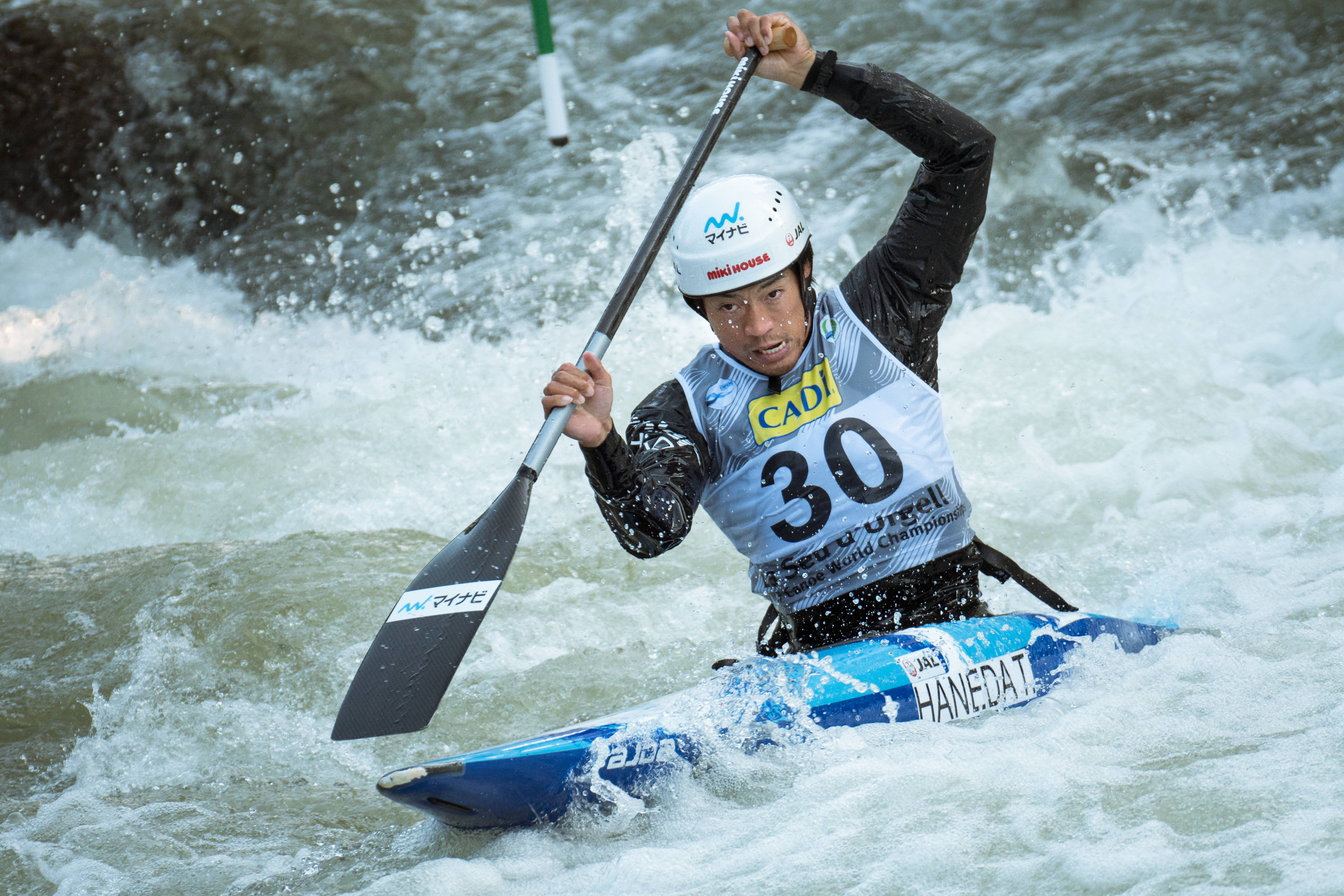
2019年、スペイン・カタルーニャ州のラ・セウ・ドゥルジェイで開催されたカヌースラローム世界選手権に出場した羽根田卓也

2016年8月のリオデジャネイロオリンピックでは準決勝を6位で突破し、決勝では97.44点で3位となりカヌー競技では日本人初の銅メダルを獲得した。
2016年11月、独立行政法人 勤労者退職金共済機構 勤労者財産形成事業本部（財形本部）の「財形の現在形」広報キャラクターに起用され、ポスターに登場した。
2019年11月27日、第48回ベストドレッサー賞（スポーツ部門）を受賞した。
2020年東京オリンピックカヌー・スラローム男子カナディアンシングルでは準決勝を10位で通過し、決勝も105秒30と準決勝よりもタイムを縮めたが2度のゲートへの接触によるペナルティ（計4秒）で記録が伸びず10位に終わった。
2022年9月1日、初のフォトエッセー『Voda 水の声 カヌー選手 羽根田卓也』（報知新聞社）を出版。
2023年4月19日、一般人の女性と結婚したことを公表した。
2024年パリオリンピックのカヌー競技スラロームの男子カナディアンシングルでは準決勝まで進出したが、107.11ポイント、16人中13位となり決勝に進めなかった。

## エピソード
- 3兄弟の次男で、兄も杜若高校時代に日本カヌースラロームジュニア選手権優勝の実績がある[11]。父は愛知県カヌー協会の理事長を経て、2022年現在は参与を務めている[12]。
- 2016年6月29日放送のテレビ朝日系トークバラエティ番組『マツコ&有吉の怒り新党』で、リオオリンピックのメダル候補のイケメン選手として紹介され、司会のマツコ・デラックスからは「ハネタク」のニックネームをつけられた[13]。
- ももいろクローバーZの熱狂的なファン（通称モノノフ）であり、スロバキアに留学していた際にも、ライブDVDを観たりラジオ番組（ももクロくらぶ）をネット経由で聴いていたというエピソードがある[14]。
- 2020年に自分自身を見つめ直すため茶道を始め、裏千家の教室で稽古を受け、海外遠征先にも茶菓子を含む茶道道具一式を持参している[15]。

## 受賞歴
- 第2回Men's Beauty アワード『セルフメディケーション部門』（2022年）
- 第4回Men’s Beauty アワード『UL・OS賞』（2024年）[16]